# Guy de La Brosse
Pour les articles homonymes, voir La Brosse.
Guy de La Brosse, né vers 1586 à Rouen et mort le 31 août 1641 à Paris, est un botaniste et un médecin français, premier des surintendants du Jardin royal des plantes.

## Biographie

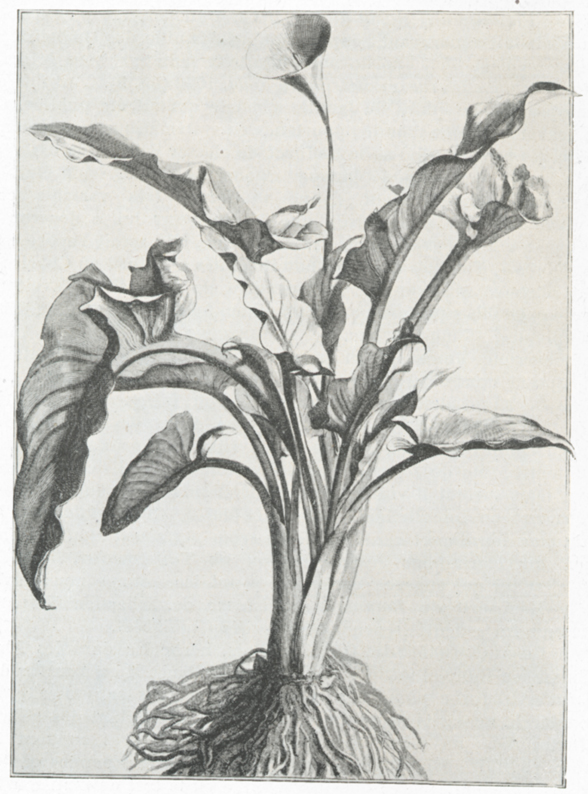
Calla aethiopica (Araceae), planche no 15 réalisée par Abraham Bosse.

Guy de La Brosse, médecin ordinaire de Louis XIII, obtient le 6 juillet 1626 l’autorisation du roi de fonder, à Paris, un jardin de simples destiné à la culture de végétaux utiles à la médecine pour remplacer celui de Montpellier créé par Henri IV. Mais ce projet met du temps à se réaliser, car la Faculté de médecine de Paris le considère comme un concurrent de ses activités, d’autant que La Brosse souhaite aussi y faire enseigner la botanique et la chimie. Il achète le terrain sur ses fonds propres.
Ce jardin, qui sera surnommé « Jardin du roi » et qui deviendra à partir de 1793 le Muséum national d'histoire naturelle, ne sera officiellement inauguré qu’en 1640, plus de cinq ans après sa création effective. Pour calmer la faculté, le roi n’y autorise qu’un enseignement dépourvu de diplômes, la possibilité de choisir ses professeurs étant laissée à l’intendant de ce jardin.
La Brosse publie Dessin du Jardin Royal pour la culture des plantes médicinales, en 1628 (publié à nouveau avec cinquante planches supplémentaires en 1640), De la Nature, vertu et utilité des plantes et dessin du Jardin Royal de Médecine, en 1631, Avis pour le Jardin royal des plantes et en 1636 la Description du Jardin royal des plantes médicinales, contenant le catalogue des plantes qui y sont à présent cultivées et le plan du jardin. Il avait en projet la parution d’un Recueil des plantes du Jardin du Roi accompagné de quatre cents plaques de cuivre dues à Abraham Bosse (1602-1676), mais la mort empêche La Brosse de l’achever.
Les héritiers de Guy de La Brosse vendent alors les plaques de cuivre à un chaudronnier pour le pesant de métal. Guy-Crescent Fagon (1638-1718), successeur de La Brosse au poste d’intendant du Jardin du roi, n’en retrouve à grand peine qu’une cinquantaine. Finalement, ce sont Sébastien Vaillant (1669-1722) et Antoine de Jussieu (1686-1758) qui en effectuent un tirage limité à 24 exemplaires. Il influencera décisivement le grand catalogue de l'Académie des Sciences, décrit par Denis Dodart en 1676 dans ses Mémoires pour servir à l'histoire des plantes.
Lors de son décès, le 31 août 1641, son corps fut déposé provisoirement dans la chapelle du château de l'intendance qui faisait partie du Muséum du côté de la rue Geoffroy-Saint-Hilaire.

Lors de la démolition de cette chapelle, on retrouva le caveau, sur un mur duquel on put lire l'inscription suivante, écrite au charbon par la sœur de Guy « Ci-gît Guy de la Brosse, dont la mort me comble a d'ennui; si son corps est couvert de terre, j'espère que son nom ne le sera, jamais d'oubli. Louise de la Brosse ».
Le corps fut déposé dans les anciennes galeries de zoologie, d'où il a été exhumé en 1891 et transféré dans les caveaux de la nouvelle galerie de zoologie . Le provisoire avait duré 250 ans.

## Ouvrages
- Guy de la Brosse, De la nature, vertu et utilité des plantes : Divisé en cinq livres, Paris, Rollin Baragnes, 1628, 942 p.
- Guy de la Brosse, Catalogue des plantes cultivées à présent au jardin royal, Paris, 1641, 124 p.

## Hommages
- Rue Guy-de-la-Brosse à Isneauville[4]
- En 1837, la rue Guy-de-La-Brosse est ouverte à Paris près du Jardin des plantes et de la faculté des sciences dont les bâtiments attenant prennent également le nom du botaniste.
- Bâtiment Guy de la Brosse à l'Université de Rouen (site de Mont-Saint-Aignan) depuis 2016